# Cheikh Abass Dieng
Pour les articles homonymes, voir Dieng.
Abass Dieng, né le 1er janvier 1985 à Saint-Louis, est un footballeur professionnel sénégalais évoluant au poste de milieu offensif.

## Carrière
Après des débuts dans le championnat sénégalais à ASC La Linguère, il rallie la Hongrie et le Budapest Honvéd pour la saison 2006-2007. Il y remporte notamment la Coupe de Hongrie en 2007 et 2009.
Ces titres lui permettent de jouer entre autres la Coupe UEFA 2007-2008 où son club élimine les Moldaves du Nistru Otaci avant de se faire battre au second tour préliminaire par les Allemands du Hambourg SV.
L'année suivante, toujours sur la scène européenne, il participe à la Coupe Intertoto 2008 où son club se fait sortir au 3e tour par le Sturm Graz.
Enfin, il prend part à la Ligue Europa 2009-2010 où son club se fait éliminer dès son entrée au 3e tour de qualification face aux Turcs de Fenerbahçe.
En janvier 2011, il est prêté au Nîmes Olympique en D2 française pour 6 mois avec option d'achat. Peu utilisé (8 matches disputés), Abass Dieng ne peut empêcher la relégation du club en National.
Il retourne dans son club d'origine et effectue la première partie de saison 2011-2012 au sein du Budapest Honvéd. En décembre, il s'engage sous forme de prêt avec le champion 2011 du Viêt-Nam, le Sông Lam Nghệ An.

## Palmarès
- Coupe de Hongrie :
  - Vainqueur : 2007 et 2009
  - finaliste : 2008

- Supercoupe de Hongrie :
  - finaliste : 2007 et 2009